# Viblî, Kobeleakî
Viblî (în ucraineană Вібли) este un sat în comuna Șenhurî din raionul Kobeleakî, regiunea Poltava, Ucraina.

## Demografie
Componența lingvistică a localității Viblî
     Ucraineană (100%)
Conform recensământului din 2001, toată populația localității Viblî era vorbitoare de ucraineană (100%).